# Escut de Barx
L'escut de Barx és un símbol representatiu oficial de Barx municipi del País Valencià, a la comarca de la Safor. Té el següent blasonament:
| « | Escut mig partit i truncat. Primer, d'or els quatre pals d'Aragó: segon, d'argent una torre d'atzur, sostinguda per ones d'argent i d'atzur; i tercer, d'argent la imatge de la Divina Pastora voltada de la llegenda «Tu honorificientia populi noste». Al timbre Corona Reial Tancada. | » |

## Història
L'escut s'aprovà per Ordre de 6 de novembre de 1987, de la Conselleria d'Administració Pública, publicada en el DOGV núm. 710, de 25 de novembre de 1987.

Escut que utilitza l'Ajuntament.

El quatre pals són les armories històriques de la Corona d'Aragó. La torre sobre les ones del mar n'era l'escut del Monestir de Santa Maria de la Valldigna, antic posseïdor en senyoria de Barx. La Divina Pastora és la patrona del municipi.
L'Ajuntament utilitza un escut ornamentat amb una cartela i en comptes d'una corona reial tancada porta un coronel obert.